# Hélène Berr
Hélène Berr (Parijs, 27 maart 1921 - Bergen-Belsen, 10 april 1945) was een Franse Joodse vrouw die tijdens de Holocaust een dagboek bijhield. In Frankrijk wordt ze beschouwd als de "Franse Anne Frank". Ze stierf in Bergen-Belsen aan de gevolgen van vlektyfus.

## Levensloop
Hélène Berr werd in 1921 in Parijs geboren in een Frans-Joods gezin.
Op 10 mei 1940 vielen de Duitse troepen Frankrijk binnen. Op 23 juni werd Frankrijk door Nazi-Duitsland bezet. De vervolging van de Joden begon kort na de bezetting. De nazi's verplichtten het dragen van de "Jodenster" en begonnen met het deporteren van de Franse Joden in maart van 1942. Toen de vervolging en deportatie van de Joden in 1943 toenam, voelden Berr en haar familie zich niet langer veilig.
In maart van 1943 brachten Berr en haar familie hun nachten door bij vrienden, om invallen van de nazi's en de Vichy-politie te ontwijken. Op 8 maart 1944 riskeerde het gezin één nacht in hun eigen appartement en werden die nacht gearresteerd. Na drie weken opsluiting in kamp Drancy werden ze getransporteerd naar Auschwitz. Berr werd na acht maanden in Auschwitz te zijn geweest gedeporteerd naar het concentratiekamp Bergen-Belsen. In de winter van 1944-1945 woedde daar een tyfusepidemie. Berr werd ziek en toen de winter voorbij was kon zij niet meer staan en lopen. Toen er appel in het kamp plaatsvond kon Berr daar niet bij aanwezig zijn. Als straf werd zij ernstig mishandeld door een nazi-officier wat haar algehele toestand verslechterde. Hélène Berr stierf op 10 april 1945 in Bergen-Belsen, vijf dagen voordat het bevrijd werd door het Britse en Amerikaanse leger.

## Dagboek
Berr hield een dagboek bij van 7 april 1942 tot 15 februari 1944.
Ten tijde dat Berr gevangen zat in de concentratiekampen ontmoette zij een paar vrienden en vertelde hen dat ze haar dagboek wilde publiceren nadat de oorlog voorbij was. In 1992 besloot Berrs nichtje, Mariette Job, het dagboek op te sporen met het oog op publicatie. Job ontving het dagboek, dat uit 262 losse vellen bestaat, in 1994. Het dagboek van Hélène Berr werd in 2008 in Frankrijk gepubliceerd. De eerste druk, een oplage van 24.000 exemplaren, was na slechts twee dagen uitverkocht.